# Satiri (Burkina Faso)
Satiri è un dipartimento del Burkina Faso classificato come comune, situato nella Provincia di Houet, facente parte della Regione degli Alti Bacini.
Il dipartimento si compone del capoluogo e di altri 15 villaggi: Balla, Bossora, Dorossiamasso, Fina, Kadoumba, Koroma, Mogobasso, Molokadoum, Nefrelaye, Ramatoulaye, Sala, Sissa, Sokourany, Tiarako e Werou.